# 心臟衰竭
心臟衰竭（簡記為HF）又称心力衰竭，简称心衰，是由于任何原因的初始心肌损伤（心肌梗死、血液动力负荷过重、炎症等）引起心肌结构和功能变化，导致心脏舒缩功能障碍，以心脏泵出的血液不能满足组织需求为特征的临床综合征。主要表现为呼吸困难、喘息、水肿等。
心衰在传统上，有许多种粗略分类，依发生的时间进展的速度，可分急性心衰、慢性心衰；依解剖学位置，可分左心衰竭、右心衰竭；依生理功能障碍，可分收缩性心衰、舒张性心衰。但临床上，通常其分类方式更为复杂与多样。
較常見的慢性心臟衰竭（chronic heart failure，CHF）同義於鬱血性心臟衰竭（congestive heart failure）；當心臟無法推送足量血流維持身體所需，慢性心臟衰竭於焉而生。
心臟衰竭症狀通常包含呼吸困難、過度疲憊與下肢水腫。呼吸喘特別在運動、平躺與夜間睡眠時容易症狀加劇。心臟衰竭通常會限制病患行動與運動的可負荷量，即便控制得宜，運動量依然受限。
造成心臟衰竭的常見原因包括冠狀動脈疾病（包含曾有心肌梗塞）、高血壓、心房顫動、瓣膜性心臟病、和心肌病變。這些原因會造成心臟結構或功能的改變，進而造成心臟衰竭。根據左心室射出分率（left ventricular ejection fraction，LVEF ）異常與否，心臟衰竭分為三類：低收縮分率心衰竭（heart failure with reduced ejection fraction，HFrEF）、心臟收縮力輕度降低心衰竭（heart failure with mildly reduced ejection fraction，HFmrEF）和正常收縮分率心衰竭（英語：HFpEF, heart failure with preserved ejection fraction），兩者的病理機轉不同，對藥物治療反應與預後亦不相同。疾病嚴重程度通常以運動耐受力下降多寡來分級以台灣心衰竭比例來說，臨床上每10人中有5人是HFrEF，4人為HFpEF，1人為較少見的HFmrEF。
心臟衰竭並不等同於心肌梗塞（部份心肌壞死）或心跳停止（所有血流皆停止）。其他可能和心臟衰竭有類似症狀的疾病包括：肥胖、腎臟問題、肝臟問題、貧血、甲狀腺疾病等。
心臟衰竭的診斷是根據病史及理學檢查，並透過心臟超音波確認診斷。抽血檢查、心電圖、胸部X光攝影則適用決定心臟衰竭的潛在成因。心臟衰竭的治療端視嚴重度與成因。對控制穩定的慢性心臟衰竭病患而言，治療通常包含藥物、生活型態的調整，譬如戒菸、運動、飲食控制等。對低收縮分率心衰竭病患而言，建議使用藥物包含血管張力素轉化酶抑制劑與乙型交感神經接受體阻斷劑。對於較嚴重者，可使用醛固酮拮抗劑、血管張力素受體抑制劑或肼苯太素併用硝酸鹽類。對正常收縮分率心衰竭患者，則需要治療相關健康問題，針對病患潛在的危險因子高血壓、消除水腫、注意冠狀動脈是否狹窄等，同時注意是否合併其他共病和病因等進行治療，並使用利尿劑治療來減輕充血症狀，利尿劑因為有助於避免體液滯留，所以建議服用。必要時視情況，則可使用心律調節器或植入型去顫器。然而嚴重患者對上述治療反應不佳，可考慮心室輔助器或心臟移植。
尤其是在状况“轻”的情况下心衰竭往往由于没有共同承认的定义以及难以诊断而不被诊断出来。根據台灣衛生福利部統計處110年全國10大死因統計，心臟疾病位居第二，而心臟衰竭是常見、高醫療支出且可能致命的疾病。心衰竭於全球盛行率約1-3%，亞洲盛行率與全球大致相似，以最高盛行率3%來推估，台灣心衰竭患者比例大約70萬人。在已開發國家，約2%的成人有心臟衰竭，而年齡高於65歲者則增加至6-10%。甫診斷心臟衰竭第一年的死亡風險為35%，往後每年則降低至10%。此風險與某些癌症類似。在英國心臟衰竭佔緊急入院的5%。即使使用最好的治疗，心衰竭的年死亡率为10%。心衰竭是导致65岁以上的老年人入院的主要原因。有關心臟衰竭的文獻，最早由埃伯斯紙草文稿紀錄於西元前1550年。

## 分类
一般來說，心臟衰竭是指病患心臟無法有效或即時將血液輸送至身體以維持健康的症狀。心臟衰竭分類有許多方法，根據2020年歐洲心臟學會治療指引，可依據左心室射出分率（LVEF, left ventricular ejection fraction）將心臟衰竭分類：
1. 低收縮分率心衰竭（HFrEF）或射血分数降低型心力衰竭：當病患的左心室射出分率小於40%，則為低收縮分率心臟衰竭
2. 正常收縮分率心衰竭（HFpEF）或射血分数保留型心力衰竭：當病患的左心室射出分率大於50%，則為正常收縮分率心臟衰竭
3. 射出分率輕度降低心衰竭（HFmrEF）或射血分数轻度下降型心力衰竭：為心臟收縮力輕度降低的心衰竭，當病患的左心室射出分率介於41-49%之間心衰竭
心衰竭分类有许多診斷方法，其中包括：
- 受影响的心脏的部位
- 心肌收缩还是扩张时有问题
- 心輸出量過低還是過高
- 附属的功能障碍

## 症状和迹象

### 症状
根据心脏出毛病的左右边不同其症状也不同，假如两边都有问题的话两边的症状均会出现。
心脏左侧（左心室）将血泵入主動脈，心脏左侧衰竭导致肺静脉充血，其结果是对于组织的血补充不足。主要的呼吸症状是气短以及在严重情况下容易昏迷。端坐呼吸可以减轻躺时的呼吸短缺，其测量数为要舒适地躺着的时候需要的枕头。夜间阵发性呼吸困难是夜间发生的严重呼吸停止，一般发生于入睡后数小时。体内循环不足导致晕眩、神智不明、出虚汗和四肢发冷。
心脏右侧（右心室）将血液从心臟泵入肺来进行二氧化碳与氧气的交换。因此由此心衰竭导致周边组织充血。这会导致周边充水或者全身性水肿和夜尿。在严重的情况下会导致腹腔积液和肝肿大。
代謝失调很容易导致心衰竭。间发病（如肺炎），但是尤其心肌梗塞、贫血、甲状腺功能亢进或心律不整，可能导致心衰竭，这些疾病对心肌产生更大的压力，往往会使得病症迅速恶化。大量纳入水或者盐（包括静脉注射）以及会导致液体停滞的药物（比如非類固醇消炎止痛藥和噻唑烷二酮）也会导致代偿失调。

### 迹象
医务人员观察特别的迹象来确定病人是否有心衰竭。代偿失调的迹象包括心尖搏动（心臟收縮時，心尖向胸壁衝擊可引起局部胸壁向外搏動（和奔馬律（心室舒張期負荷過重，心肌張力減低與順應性減退，以致心室舒張時，血液充盈引起室壁震動，是心肌嚴重受損的重要體徵）。心杂音可能说明瓣膜疾病。瓣膜疾病可能导致心衰竭（比如主动脉瓣狭窄），也可能是其后果（比如二尖瓣反流）。
左侧心衰竭的主要迹象是肺水肿、胸腔积液和發紺。
右侧心衰竭的迹象有周边水肿、腹腔积液和肝大，静脉压增高、肝颈静脉回流和胸骨旁隆起。

## 病因
心衰竭的原因和导致有：
| 心衰竭原因                                                                               | 心衰竭原因                                   |
| ---------------------------------------------------------------------------------------- | -------------------------------------------- |
| 左侧：高血压、主动脉瓣或二尖瓣心脏瓣膜病、主动脉缩窄                                     | 右侧：肺动脉高压、肺动脉瓣或三尖瓣心脏瓣膜病 |
| 可能导致两侧：缺血性心臟病、心肌梗死、心律失常、心肌病、心肌间质纤维化、贫血、甲状腺疾病 |                                              |

## 共病

### 慢性腎臟病
又稱慢性腎功能不全或慢性腎衰竭、chronic kidney disease（CKD）、chronic renal disease（CRD）。慢性腎臟病患者比起正常腎功能者罹患心肌梗塞、心衰竭的危險性較高且有較高心臟血管相關死亡率；因心臟及腎臟疾病在臨床兩者間有緊密關係，開始出現「心腎症候群」的概念，更有學者根據心臟和腎臟的急性或慢性功能變化，可能導致另一器官的急性或慢性器官失調，將心腎症候群進一步分成五類 。
根據美國Acute Decompensated Heart Failure National Registry (ADHERE)在研究超過10萬位因急性心衰竭而住院的患者後發現，30%患者患有腎衰竭，而常見的共病還有高血壓、冠狀動脈疾病和糖尿病。
腎臟病初期幾乎沒有症狀，除了些微蛋白尿、血壓上升等輕微症狀；等到腎絲球過濾率下降至百分之20-30以下，才會出現如虛弱無力（貧血）、噁心、嘔吐、水腫、皮膚癢、呼吸喘等症狀。
早期僅能仰賴民眾高度的警覺，只要在常規檢查中，加驗尿素氮（BUN）、肌酸酐（Creatinine）及尿液，再算出腎絲球過濾率（eGFR）及有無蛋白尿，就能知道腎臟功能狀況。若曾服用可能影響腎功能之藥物，並留意到排尿發生變化，或有腎臟病家族史與高血壓病史，建議及時與專業醫師會診安排後續診斷流程。

### 糖尿病
研究顯示有近四成的心衰竭患者同時患有糖尿病，糖尿病患者罹患心衰竭的機會比一般人高二至五倍。根據美國心臟協會(AHA)和美國心臟學學院(ACC)的定義，糖尿病患者即使沒有結構性的心臟異常，仍屬於心衰竭高危險群，血糖控制越差，則心臟衰竭發生率越高。
關於心衰竭合併糖尿病的症狀，因高血糖的影響會造成多食、多飲、多尿及體重下降情況，一般病徵則有視力模糊、頭痛、肌肉無力、傷口癒合緩慢及皮膚搔癢，日常預防可藉由將血糖、血脂肪、血壓和體重控制在理想範圍，倘若有前述症狀跡象即可透過抽血檢測確定是否罹患糖尿病，一般初診斷糖尿病時，後續建議每半年檢查一次，以評估糖尿病對身體的影響。
也因糖尿病可能造成血管硬化、膽固醇斑塊沉積於血管壁上造成血管縮小、或引發血管的炎性反應，令血管斑塊破裂引發心肌梗塞，造成心臟肌肉細胞收縮功能變差，當血流無法順利從心臟打出，臨床上可能會表現出運動時氣促、夜間喘、端坐呼吸、全身倦怠，胃口變差等症狀，嚴重者可能併發呼吸衰竭、心因性休克以及嚴重性心律不整等，建議早期控制好糖尿病，可透過專業醫師診斷，利用藥物預防心血管相關疾病。

### 心肌梗塞
心肌梗塞（Myocardial infarction, MI）為冠狀動脈發生血栓、粥狀硬化或內皮細胞功能異常等因素而阻礙血流，使心肌缺氧及壞死 ，甚至可能併發心律不整、心臟衰竭、休克、二尖瓣閉鎖不全、心臟破裂而猝死，目前心肌梗塞是心臟猝死，心臟衰竭最常見的原因。
心肌梗塞可能出現不同症狀，包括在休息或勞動狀態下引發胸悶，上肢疼痛，下顎痛，或上腹疼痛不適。如果發生急性心肌梗塞，症狀會持續，但通常都至少二十分鐘，且並非局部性，有時會伴隨嘔心、呼吸困難、盜汗、昏厥，甚至於猝死，但心肌梗塞也可能出現非典型的症狀，甚至於毫無症狀，其診斷是依據心電圖的缺氧變化，心肌生化標記的升高或影像診斷。

### 高血壓
高血壓是心衰竭最重要的病因之一，在許多研究中高血壓患者罹患心衰竭患病率為60~85%，而以40至89歲的人來說，從血壓值115/75mmHg起，每增加20 mmHg的收縮壓或10 mmHg的舒張壓，死於缺血性心臟病及中風的死亡率就會加倍。
高血壓早期通常沒有明顯症狀，但長期影響可能出現不明原因流鼻血、頭痛、耳鳴、視力模糊、頸部僵硬、手腳麻木、食慾不佳、臉色潮紅、失眠等，都可能是高血壓造成，台灣衛生福利部國民健康署建議18 歲以上民眾每年應至少量一次血壓，而針對以下兩類人則建議每周測量血壓：40歲以上肥胖，有家族病史，且有工作壓力大的人、更年期過後女性。而曾發生心血管疾病或中風者，建議每天測量血壓。

### 貧血
貧血為心衰竭的共病症之一，會降低心衰竭病人之灌流液 (perfusate) 品質、運動耐受性 (exercise capacity) 並增加住院率或死亡率 。貧血可能出現的症狀有疲勞、虛弱、臉色蒼白、心律不整(Arrhythmia)、呼吸困難(Shortness of breath)、頭暈、胸痛、手腳冰冷及頭痛(Headache)等。
早期症狀並不明顯，但會隨著貧血發展症狀變嚴重，貧血主因之一為鐵質缺乏，因此國際心衰竭治療指引建議每年必須追蹤一次鐵質概況 (iron profile)，並根據血紅素測量值給予鐵劑治療。

## 诊断

### 图像

心脏图解

心臟超音波常用来在医院里诊断心衰竭。这个仪器使用超音波来测量每搏输出量、舒张末期容量以及这两个量之间的比例，这个值也被称为射血分数。一般射血分数应该为50%至70%，慢性收缩性心力衰竭时其值会降低到40%以下。超声波心动描记法也能用来诊断瓣膜心脏病以及估计心包状态。超声波心动描记法还能够帮助确定治疗方法，比如使用药物或者植入型心律转复除颤器。
胸部X光检查常被用来诊断心衰竭。病人往往显示心脏肥大，其测量值为心脏胸廓系数。左侧心衰竭往往会显示血管重分配、支气管周围聚集合内脏水肿。

### 电生理
心电图被用来确定心律不稳定、缺血性心臟病、右心室肥厚和左心室肥厚以及传导时间延迟或者不寻常（左束支传导阻滞）。

### 血化验
常使用的血化验包括电解质（钠、钾）、测量肾功能、肝功能试验、甲状腺功能检查、全部血球数，假如怀疑有感染的话C-反应蛋白。测量脑钠素是诊断心衰竭的特殊测试，在心衰竭的情况下脑钠素会提高。脑钠素测量还可以区分呼吸困难是否是由心衰竭导致的。假如怀疑有心肌梗死的话可以测量不同的心脏标志物。

### 血管造影
冠心病可能导致心衰竭，其預后部分由冠状血管为心肌提供血液供给的能力决定。使用冠状血管插入可以用来确定冠狀動脈再成形術或者冠状动脉搭桥手术后的再血管化。

### 监视
为了监视患心衰竭病人的治疗过程有不同的措施，其中包括液体平衡和体重。

### 诊断条件
目前没有所有人都接受的黄金标准来诊断心衰竭。一般常用的有“弗明汉条件”（由弗明汉心脏病研究总结出来）、“波士顿条件”、“杜克条件”和（在紧急心肌梗死的情况下）“分级”。
功能分类主要是使用纽约心脏协会功能分类。这个分类纪录症状的程度，它可以用来估量治疗措施。虽然这个分类常被使用，但是它不总是能够重复，其预测的行走距离和运动程度不很可靠。它分四个级：
- 第一级：任何活动没有任何限制；在一般活动中没有症状
- 第二级：活动时有轻度限制；病人休息或者轻度运动时舒适
- 第三级：在任何活动是都有感受得到的限制；病人只有在休息时舒适
- 第四级：任何活动均不舒适，即使在休息时也有症状

## 治疗
对心衰竭的治疗主要是针对其症状的治疗，来防止心衰竭变得更严重。假如心衰竭有可以逆转的病因的话，比如感染、酒精、贫血、甲状腺功能亢进、心律失常或者高血压），这些病因也应被治疗，针对这些病因的治疗包括运动、食用健康食品、减少食品中的盐量、戒烟和戒酒。

### 非药物治疗
心衰竭病人应该进行不同的无药物治疗措施来改善其症状和預后。其中包括：
- 在症状轻的情况下适度运动，在症状重的情况下卧床休息
- 减肥——通过运动和改变食物，肥胖症导致心衰竭的危险因素
- 监督体重变化——体重提高的话需要入院检查[54]
- 限制钠——过度服钠会导致或者加重心衰竭，因此心衰竭病人每天不应服用60至100毫摩尔以上的钠。嚴重的心衰竭需要更加强烈的限制
- 限制服水——患心衰竭的病人排水的能力有限。由于心衰竭病人必须少服钠和进行利尿劑治疗，他们也面临低钠血的危险。一般病人每天必须饮用少于1.5升的水，患低钠血的病人更少

### 药物治疗
在治疗心衰竭时实践和事实之间有一个差距，事实观察发现血管紧张素转化酶抑制剂、β受體阻滯劑和螺內酯对降低死亡率有益，但是在实际上这些药物的使用不足。心衰竭治疗的主要目的在于保持体液的稳定、通过减缓症状的恶化和减轻心肌危险改善預后。药物包括：利尿剂、血管舒張剂、血管紧张素转化酶抑制剂、乙型阻滞剂和醛固酮拮抗药。值得注意的是有些强心剂如米力农会提高死亡率。

#### 血管紧张素
血管紧张素转化酶抑制剂被建议用于所有慢性收缩性心衰竭病人，不管其症状轻重或者血压。血管紧张素转化酶抑制剂改善症状，降低死亡率，减缓心室肥厚。假如病人无法使用血管紧张素转化酶抑制剂的话可以选择使用血管紧张素受体拮抗剂治疗，尤其是坎地沙坦。

#### 利尿劑
利尿劑治疗主要用来减轻水肿的症状。可减少血容量、减轻周围组织和内臟的水肿、减轻心脏前负荷、减轻肺淤血。排钠后可减轻心脏后负荷。利尿剂有多种，按照心衰竭程度不同结合使用：
- 环利尿剂，如呋喃苯胺酸，一般用在轻心衰竭
- 噻嗪，如氢氯噻嗪，用于轻心衰竭
- 潴钾利尿药，如阿米洛利，用来矫正低血钾
  - 螺内酯用于重心衰竭
  - 依普利酮用来降低心肌危险

假如心衰竭病人对利尿剂没有反应或者反应小的话可能必须使用超过滤或者去除水分来控制水肿。通过这些手段可以重建病人对传统药物的反应。9
現行大多數公認的心臟衰竭藥物治療皆有大型的臨床試驗證據所支持，然而，利尿劑作為心臟衰竭常見的藥物之一，卻缺乏大型且有效的臨床試驗證據予以佐證。體液的滯留與鬱血是心臟衰竭的指標，且和嚴重症狀與預後不良相關聯，鑒於鬱血與症狀及預後程度的重要關聯性，利尿劑仍扮演著治療心臟衰竭的重要角色。儘管常規利尿劑對心臟衰竭的治療並不複雜，但對於如何最好地使用利尿劑仍存在很多疑問，尤其是對於急性失償心臟衰竭（Acute decompensated heart failure）和利尿劑抗性（Diuretic resistance）患者。

#### β受体阻滞剂
直到最近为止Β受體阻滯劑的使用被限制，因为它们对具有强心和导致心动过缓的作用，这些效果会使得心衰竭恶化。但是最近的指导建议对使用利尿剂和血管紧张素稳定后的慢性收缩性心衰竭病人用β受体阻滞剂。β受體阻滯劑治療可改善心衰竭患者心室收縮舒張功能、控制心率、預防心律不整。与血管紧张素一样β受体阻滞剂可以降低死亡率和加强左心室功能。一些β受体阻滞剂尤其适用于心衰竭：比索洛尔、卡维地洛和美托洛尔。

#### 血管緊張素-腦啡肽酶受體抑制劑
血管緊張素-腦啡肽酶受體抑制劑（Angiotensin receptor neprilysin inhibitors, ARNIs）：阻斷因血管緊張素-醛固酮系統（RAAS）刺激引起的血管收縮、高血壓、醛固酮上升、交感神經緊張等。

#### 血管緊張素轉化酶抑制劑
血管張力素轉化酶抑制劑（ACEIs）被建議用於所有慢性收縮性心衰竭病人，不管其症狀輕重或者血壓。血管緊張素轉化酶抑制劑改善血流動力學、減輕疲勞和呼吸困難的症狀、增加運動能力、改善低血鈉症、減少利尿劑的需求和心室顫動 ，並可降低因心臟衰竭帶來的再入院率及死亡率。減緩心室肥厚。假如病人無法使用血管緊張素轉化酶抑制劑的話可以選擇使用血管緊張素受體拮抗劑治療，尤其是坎地沙坦。

#### 血管張力素受體阻斷劑
作用原理與ACEIs類似，耐受性較ACEIs高，常作為ACEIs的替代品。

#### 醛固酮拮抗藥
螺內酯可緩解心臟衰竭患者的症狀以及降低高血壓患者的血壓，並可降低再入院率及死亡率。

#### SGLT2抑制劑
雖然目前SGLT2抑制劑在治療心臟衰竭的機轉還不明確，不過試驗證據證實SGLT2抑制劑可降低病患血壓及僵直的狀況，並可降低入院或死亡的風險。於治療第一階段使用，無論心衰竭住院、心血管死亡或全因性死亡，每一年的發生風險都較低，包含可降低13%死亡風險，以及14%心血管因素的死亡風險。如達格列淨、恩格列淨，經大型國際臨床試驗證明，恩格列淨可有效降低25% HFrEF病患心衰竭住院或心血管死亡風險，同時減緩4倍腎絲球過濾率（eGFR）下降速率，且其使用在正常收縮分率心衰竭(HFpEF)患者身上，可抑制心臟炎症或纖維化，及改善腎小球功能等，是目前唯一針對正常收縮分率心衰竭(HFpEF)有適應症的藥物，且2022美國心臟協會 (ACC, American Heart Association)及美國心臟病學會(ACC, American College of Cardiology)心臟衰竭治療指引也將其列為最高等級建議用藥(2A)。

#### 降低心跳製劑
降低心跳製劑（Ivabradine）選擇性且專一性地抑制心臟的節律If電流， If電流可以控制竇房結內自發性舒張期去極化和調節心跳速率。

#### 强心剂
地高辛过去被用作一线治疗药物，現今仅被用在有心房颤动病人身上来控制心室节奏。在无法适当使用血管紧张素、乙型阻滞剂和利尿剂的时候可以使用地高辛。没有迹象说明地高辛能够在心衰竭降低死亡率，不过一些研究认为地高辛可以在医院里降低死亡率。在心脏压塞和限制型心肌病禁用地高辛。
多巴酚丁胺只能在急性代偿心衰竭时短期使用，别无他用。

#### 其它血管扩张药剂
血管擴張劑可以放鬆血管張力，降低心室容積並增加每搏輸出量，進而改善患者的血液動力學以及心肌代謝狀態。
硝酸异山梨醇酯和肼苯哒嗪是唯一的血管舒張药物。这个药物似乎对于有非洲背景的人比较有效。

### 装置和手术
按照纽约心脏协会功能分类第三级和第四级的病人、左心室射血分数低于35%、QRS波群高于120毫秒可以进行心脏再同步化治疗，植入人工节律器或者对心脏的手术。这些治疗方法能够改善症状，提高病人的生活水平，在一些调查中证明降低死亡率。
按照纽约心脏协会功能分类第二、三和四级以及心室射血分数低于35%的病人也可以获益于植入型心律转复除颤器。这个仪器证明可以降低23%的死亡率。
另一个新治疗方法是使用左心辅助装置。左心辅助装置是电池驱动的机械泵装置。它被手术植入腹上部。它将血从左心室泵入主动脉。左心辅助装置的应用越来越多，一般用于还在等候心脏移植的病人。
假如其它任何手段都无效的话最后的方法只有心脏移植或者移植一枚猪心脏。

### 護理和入院
最嚴重的病人需要获得住院護理。
1. 降低耗氧量，增加心臟收縮能力以維持代謝所需：（1）維持平均動脈壓在70～80 mmHg以上；（2）採坐姿或半坐臥姿休息減少回心血量（減輕心肌負荷）；（3）給予軟便劑（by order）避免憋氣用力排便，以免引發Valsalva效應而出現心律不整
2.促進肺部氣體交換，改善呼吸困難：（1）給予濕化氧氣，採高坐臥姿，促進肺擴張、增加血液氧合；（2）監測動脈血液氣體分析值（ABGs）